# Gumlere
Gumlere (latin Xenarthra tidl. Edentata) er en orden af pattedyr. Ordenen indeholder arter som bæltedyr, myresluger og dovendyr.

## Klassifikation
Magnorden: Gumlere Xenarthra
- Orden Cingulata (bæltedyr)
  - Familie Dasypodidae (bæltedyr)
- Orden Pilosa (myresluger, dovendyr)
  - Familie Bradypodidae (tretåede dovendyr)
  - Familie Megalonychidae (totåede dovendyr)
  - Familie Myrmecophagidae (myresluger)